# Ochthebius imbensimbi
Ochthebius imbensimbi är en skalbaggsart som beskrevs av Manfred A. Jäch 1989. Ochthebius imbensimbi ingår i släktet Ochthebius och familjen vattenbrynsbaggar. Inga underarter finns listade i Catalogue of Life.